# Rhamnus lycioides
Rhamnus lycioides, el espino negro, cambrón o escambrón es una especie de planta arbustiva de la familia Rhamnaceae. En la península ibérica se distribuye por el centro, este y sur y su hábitat natural son los bosque esclerófilos, al abrigo de pinos, encinas y quejigos[cita requerida]

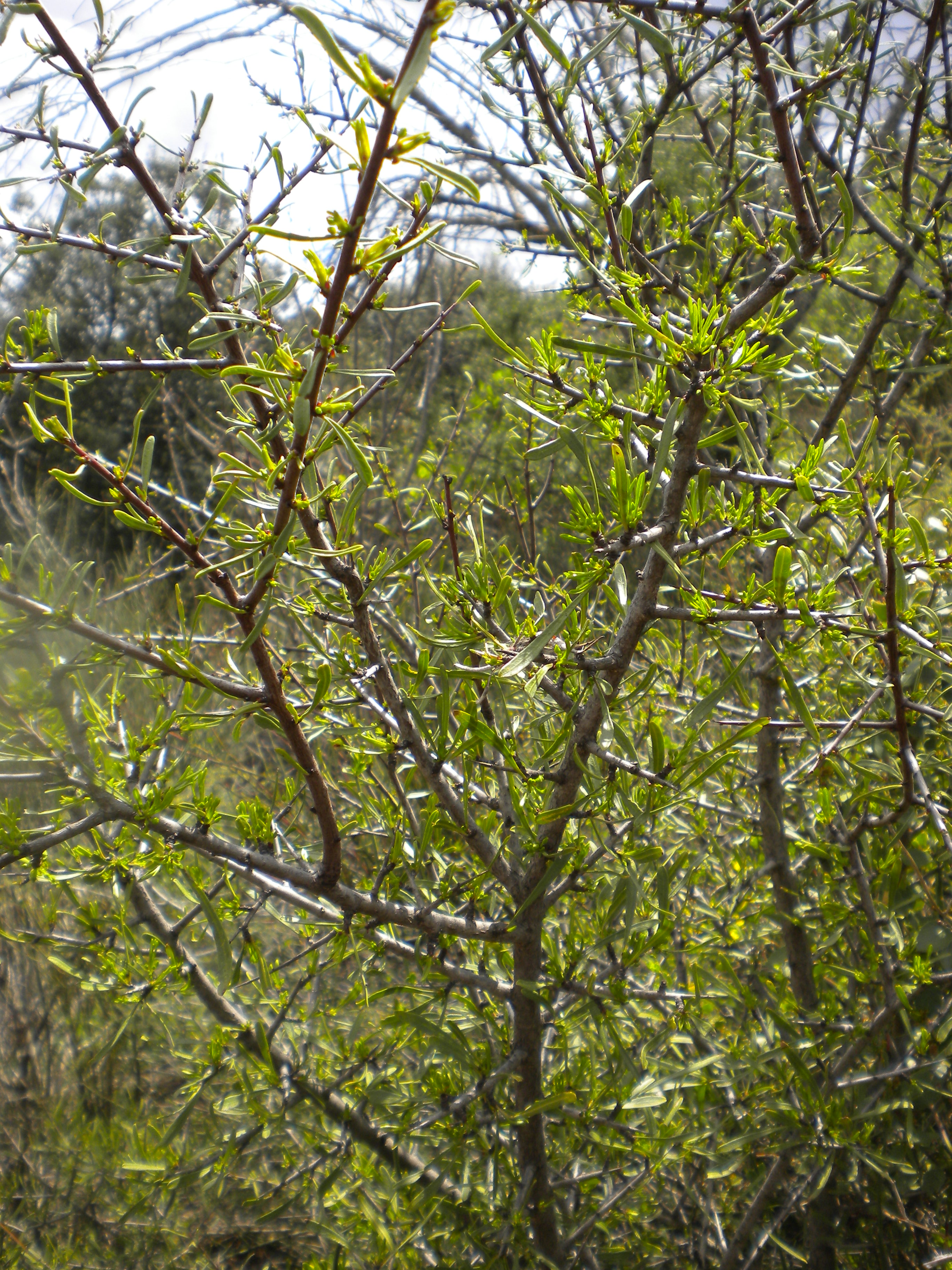
Vista de la planta

## Descripción
Es un arbusto de 1,5-3 metros de altura, con abundantes ramas que forman una maraña. La corteza de los tallos es de color grisáceo y estos están rematados con espinas. Hojas verdes, estrechas y alargadas que a veces se ensanchan ligeramente hacia el ápice. Son coriáceas y persistentes y los nervios laterales están poco o nada marcados por el envés. Flores muy pequeñas, solitarias o en pequeños hacecillos en las axilas de las hojas, de color verde-amarillento con 4 lóbulos triangulares.  Los pétalos son rudimentarios o inexistentes. El fruto es globoso, con poca carne, inicialmente verde y al madurar de color negro. Fuente: Rhamnus lycioides – JB-PSA1-03 Jardín Botánico de la Universidad de Málaga

## Taxonomía
Rhamnus lycioides fue descrita por Carlos Linneo y publicado en Species Plantarum, Editio Secunda 279, en el año 1762.
Etimología
Rhamnus: nombre genérico que deriva de un antiguo nombre griego para el espino cerval.
Sinonimia
- Atulandra arragonensis Raf.
- Verlangia sicula Neck. ex Raf.[3]

subsp. graeca (Boiss. & Reut.) Tutin
- Rhamnus graeca Boiss. & Reut.[4]

subsp. oleoides (L.) Jahand. & Maire
- Rhamnus oleoides L.[5]

subsp. velutina (Boiss.) Tutin
- Rhamnus velutina Boiss.[6]

## Nombres comunes
- Castellano: alariego, artos, escambrones, escambrón, escaramujo, espino, espino negro, espino prieto, espino roquero, gargullero, prieto, tamujo.[7]